# Чивчави
Чивчави (груз. ჭივჭავი) — село в Грузии, на территории Тетрицкаройского муниципалитета края (мхаре) Квемо-Картли.

## География
Село находится в юго-восточной части Грузии, на левом берегу реки Кор-Храми (левый приток реки Храми), на расстоянии приблизительно 3 километров (по прямой) к западо-юго-западу от города Тетри-Цкаро, административного центра муниципалитета. Абсолютная высота — 1131 метр над уровнем моря.

## Население
По результатам официальной переписи населения 2014 года в Чивчави проживало 313 человек (161 мужчина и 152 женщины). В национальной структуре населения грузины составляли 99 %.
| Год  | Население, человек |
| ---- | ------------------ |
| 2002 | 399                |
| 2014 | ↘ 313              |